# HE 0435-1223
HE 0435-1223 est un quasar qui est divisé en quatre images sous l'effet d'une quadruple lentille gravitationnelle(c'est ce que l'on appelle une croix d'Einstein), Il se situe dans la constellation de l'Eridan à, selon les valeurs de décalage vers le rouge, 2.33 milliards d'années-lumière. HE 0435-1223 a été découvert en octobre 2008 par l'astronome Michael Foley lors d'une étude et recherche de quadruples lentilles gravitationnelles dans les objets du ciel profond.

## Propriétés physiques

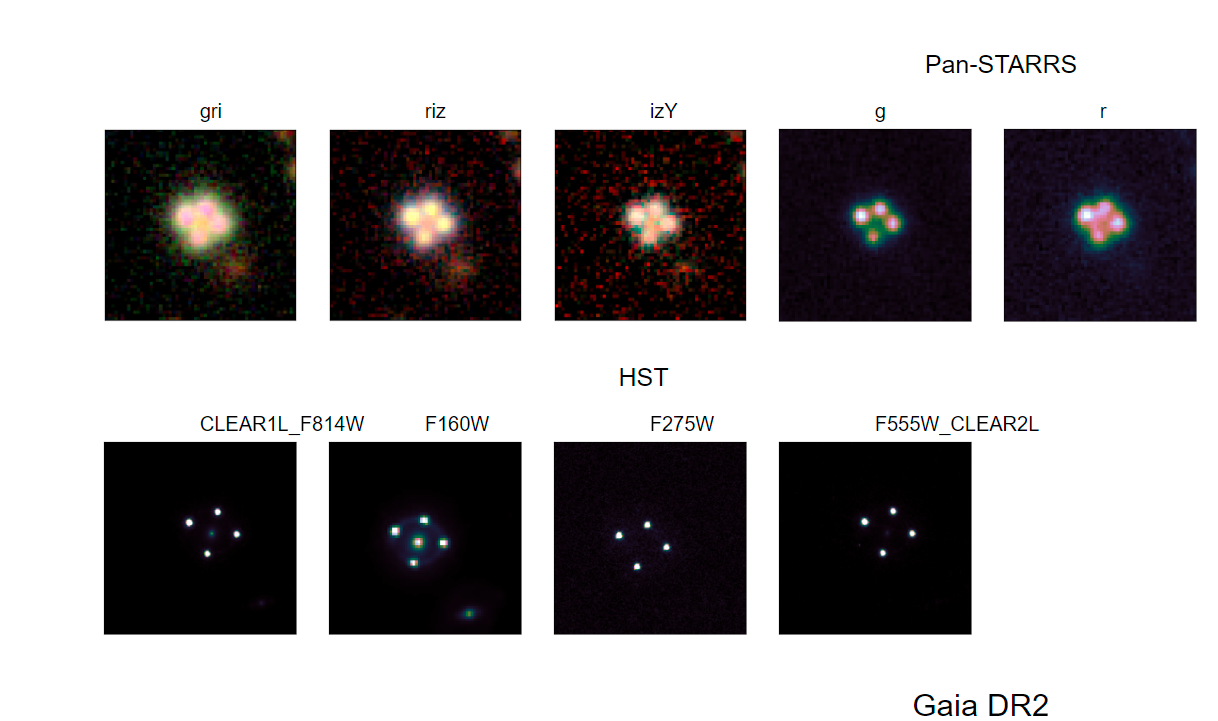
Plusieurs images du quasar HE 0435-1223

La principale propriété de HE 0435-1223 est le fait qu'il est divisé en quatre image par la galaxie WSB2002 0435-1223 G. Toutes les images sont espacées au maximum de 2.6 arcsec, l'image la plus lumineuse nommée A a une magnitude apparente de 19 tandis que les trois autres images (B, C et D) ont une magnitude apparente de 19.6. Si l'on utilise un modèle pour reconstruire l'image du quasar, on obtient que le quasar en lui-même aurait une magnitude apparente de 17.71. Toutes ces images sont de couleur bleu pâle. Selon les mesures dans la bande I, la galaxie productrice de la lentille serait une galaxie elliptique géante avec un diamètre de 12 kpc. Récemment, une équipe de recherche a étudié HE 0435-1223 avec le télescope spatial Hubble, ils observeront que la luminosité des quatre images varie de manière particulière, si l'image A varie, l'image B variera avec un délai par rapport à l'image A. Selon les scientifiques, l'objet producteur de la lentille ne serait peut être pas une galaxie mais une possible structure galactique qui produirait plusieurs lentilles gravitationnelles qui déformeraient individuellement HE 0435-1223, cela expliquerait le délai entre la lumière des images.
Les images de HE 0435-1223 varient d'une manière intrinsèque dans des périodes de ΔtAD=-14.37+0.75-0.85, ΔtAB=-8.00+0.73-0.82, et ΔtAC=-2.10+0.78-0.71 jours ce qui équivaut à une variabilité de 0.1 sur sa magnitude apparente dans une période de moins d'un an (variation du quasar et non des images).

## Trou noir supermassif de HE 0435-1223
En 2017, des scientifiques ont étudié les lignes d'émissions ainsi que la zone inerte du quasar HE 0435-1223. Lors de cette étude, ils étudieront HE 0435-1223 avec le MMT. En recombinant les émissions des différentes images, l'équipe de scientifiques a pu effectuer des mesures assez précises. En étudiant les micro-ondes émis par HE 0435-1223, ils ont pu estimer la vitesse ainsi que la température du disque d'accrétion de ce dernier. Avec ces deux données, ils ont pu estimer la masse du trou noir qui siège au centre du quasar, pour cela, ils utiliseront la relation entre les mesures ainsi que la masse des trous noirs centraux. Les données de la variation des flux d'émission renvoient que le trou noir central de HE 0435-1223 aurait une masse de 10 milliards de masses solaires.